# Piotr Orseolo (święty)
Piotr Orseolo, włos. Pietro I Orseolo, San Pietro Orseolo (Urseolo) (ur. 928 w Wenecji, zm. 10 stycznia 987 pod Perpignan) – doża Wenecji (976-978), rekluz, święty Kościoła katolickiego.

## Życiorys
Pochodził z rodziny weneckich patrycjuszy. Od 948 roku pełnił obowiązki komendanta floty. Brak świadectw potwierdzających jego udział w buncie przeciwko doży Piotrowi IV, którego następcą go obrano. Po zaprowadzeniu spokoju w mieście zainicjował odbudowę zniszczonego przez pożar kościoła św. Marka i Pałacu Dożów. Za swego panowania w Wenecji prowadził działalność charytatywną, zakładał szpitale i odbudował zniszczone pożarami budynki. Nie znamy przyczyny jego nagłego odejścia z urzędu, które odbyło się w porozumieniu z żoną i dziećmi, a miało miejsce 1 września 978 roku. W towarzystwie św. Romualda i św. Jana udał się do opactwa benedyktynów Saint-Michel de Cuxa. Początkowo, żył we wspólnocie kierowanej przez opata Gwaryna, poddając się ascezie, a następnie zamknał się w rekuzji gdzie pozostał do końca życia.

## Kult
Elewacji relikwii św. Piotra dokonano w 1027, a następnie przeniesiono je do kościoła parafialnego Prades w Wenecji. W 1731 roku jego kult został zaaprobowany.
Jego wspomnienie liturgiczne obchodzone jest 10 lub 14 stycznia.